# الرماد (ريمة)
الرماد هي إحدى قرى مديرية الجبين بمحافظة ريمة اليمنية، بلغ تعداد سكانها 1146 نسمة حسب الإحصاء الذي جرى عام 2004.